# A Hot Night in Paris
A Hot Night in Paris — единственный альбом джазового оркестра The Phil Collins Big Band, организованного Филом Коллинзом — известным британским певцом и композитором.
Альбом был записан на парижском концерте The Phil Collins Big Band в 1998 году. Выпущен в 1999 году студией Атлантик Рекордз.
Несмотря на участие в записи альбома Фила Коллинза, являющегося довольно успешным вокалистом, A Hot Night in Paris практически не содержит вокальных партий и целиком состоит только из оркестровых версий различных композиций из репертуара Фила Коллинза и группы Genesis.
Альбому удалось подняться на 3-ю строчку чарта джазовых альбомов Billboard.

## Список композиций
| №   | Название               | Длительность |
| --- | ---------------------- | ------------ |
| 1.  | «Sussudio»             | 6:52         |
| 2.  | «That’s All»           | 5:34         |
| 3.  | «Invisible Touch»      | 5:42         |
| 4.  | «Hold on My Heart»     | 6:36         |
| 5.  | «Chips & Salsa»        | 5:23         |
| 6.  | «I Don’t Care Anymore» | 6:05         |
| 7.  | «Milestones»           | 6:34         |
| 8.  | «Against All Odds»     | 5:04         |
| 9.  | «Pick Up the Pieces»   | 12:41        |
| 10. | «The Los Endos Suite»  | 10:25        |

## Участники записи

### Музыканты[2]
- Саксофоны:
  - Мэтт Джеймс (Matt James) — альт, Джеральд Олбрайт (Gerald Albright) — альт, Крис Коллинз (Chris Collins) — тенор, Ларри Панелла (Larry Panella) — тенор, Айан Невинс (Ian Nevins) — тенор), Кевин Шихан (Kevin Sheehan) — баритон
- Тромбоны:
  - Артуро Веласко (Arturo Velasco), Скот Блаэдж (Scott Bliege), Марк Беттчер (Mark Bettcher), Антонио Гарсиа (Antonio García)
- Трубы:
  - Дэн Форнеро (Dan Fornero), Гарри Ким (Harry Kim), Тито Карилло (Tito Carillo), Эл Худ (Al Hood), Рон Моделл (Ron Modell)
- Ритм-секция:
  - Дэрил Стюрмер[англ.] — гитара, Брэд Коул (Brad Cole) — фортепиано, Олета Адамс (Oleta Adams) — фортепиано, Дуг Ричесон (Doug Richeson) — бас-гитара, Луис Конте (Luis Conte) — перкуссия, Фил Коллинз — ударные
- Дополнительный вокал:
  - Олета Адамс, Фил Коллинз.

### Технический персонал
- Дон Мюррей (Don Murray) — продюсер, сведение записи, мастеринг записи
- Дэрил Стюрмер — продюсер
- Фил Коллинз — наблюдение за производством
- Пит Доэлл (Pete Doell) — ассистент инженера
- Дэнн Томпсон (Dann Thompson) — ассистент инженера
- Грег Бёрнс (Greg Burns) — ассистент инженера
- Маурисио Герреро (Mauricio Guerrero) — инженер концертной записи
- Кристоф Суше (Christophe Suchet) — инженер концертной записи
- Dinemec Mobile Studio — звукозапись
- Роберт Весджин (Robert Vasgien) — мастеринг
- Wherefore Art? — дизайн обложки диска
- Шон Ренс (Sian Rance) — иллюстрирование